# Мери Кар
Мери Кар (Гроувс, Тексас, 16. јануар 1955)  америчка је награђивана песникиња, есејиста, текстописац и мемоаристкиња. Пажњу читалаца и критике привукла је својим контроверзним есејем „Против декоратије“ (Against Decoration), награђенимм Пулицеровом наградом, у којем је тежила претераним вербалним ортнаментима у поезији.

## Лични живот
У свом родном Гроувсу у Тексасу живела је све док се 1972. године није преселила у Лос Анђелес,  у коме је  наставила школовање на Мачестерском колеџу Сент Пол у Минесоти. Током студија упознала је песникињу Етериџ Најт, једног од њених првих ментора.
Кар је касније  студирала са песницима Робертом Хасом и Стивеном Добинсом на Годард колеџу,  где је и дипломирала.
Кар је била удата за песника Мајкла Милбурна и са еим била 13 година у браку. У једном периоду живота била је у вези са Дејвидом Фостером Воласом, са којим није била у добрим односима због Воласовог насилног понашању, које је укључивало године ухођења, гађања столићем за кафу  и малтретирања њеног петогодишњег сина.
Иако се преобратила у католичанство, Кар је подржава ставове који су били у супротности са учењем Католичке цркве: нпр у оном делу о абортусу, јер се залагала за слобоодан избор и говорила је у прилог заређењу жена за свештенство. Кар је себе описивала као феминисткињу од своје 12. године.

## Каријера
Кер се прославила 1995. године објављивањем својих најпродаванијих мемоара, за које је освојили награду за публицистику од ПЕН-а и Тексашког института за књижевност, под називом Клуб лажова (The Liars' Club), у којима је приказала њено тешко детињство у Тексасу.
Док је била финалиста за награду National Book Critics Circle Award, више од годину дана њена дела су била високо на листи бестселера. Потом је од  Њујорк Тајмса  добила годишњу награду за „најбољу књигу“. 
Године 2015, Кар је објавила бестселер Уметност мемоара, у којем  синтетизује своју експертизу као професор и пацијенткиња на терапији, у којој се као писац и духовни трагалац, опоравила од алкохола и „грешника у црном појасу“, пружајући јединствени прозор у технику и уметност форме. што је проницљиво и забавно као и њен сопствени рад у жанру. 
Али пре свега, Кар је песник....„од веома раног детињства“, и како сама каже,...„када сам читала песму, било је као да је песников запаљени врх био угљенисана нит у мом грудном кошу која ме је запалила.“ До сада је написала пет збирки поезије које су добиле похвалу од критике, и за коју је добила  неколико награда. Њена најновија књига поезије је Tropic of Squalor. .
Кар је такође текстописац кантри музике, и том жанру сарађивала је са Роднијем Кроуелом, Нором Џонсом, Лусиндом Вилијамс и другима на кантри албуму под називом КИН.
Као добар говорник, држала је истакнуте говоре на престижним универзитетима, библиотекама и фестивалима писаца широм света. Кар упражњавала разговор са својом публиком и позната је по својим живахним и занимљивим сесијама са питањима и одговорима.
Стални је сарадник часописа The New Yorker, The Atlantic, и Poetry magazine. 
Ради као професор књижевности на Универзитету Сиракуза, а живи и ствара у Њујорку.

## Награде и почасти
1989. Вајтингова награда (годишња књижевних награда које се додељују десеторици писаца у настајању)
1995. Нагада Америчког центра PEN (American Center inactive awards)
2004. Гугенхајмова стипендија